# Vasile Marin
Vasile Marin (n. 29 ianuarie 1904, București, Regatul României – d. 13 ianuarie 1937, Majadahonda, Spania) a fost un politician și avocat român, comandant legionar. A fost membru al Partidului Național Țărănesc până în 1932. Vasile Marin a devenit ulterior un membru proeminent al Gărzii de Fier.

## Biografie
Teza sa de drept, terminată în 1932 la Universitatea din București, a fost intitulată "Fascismul".
În februarie 1933, Marin s-a căsătorit, cu aprobarea liderului Gărzii de Fier Corneliu Zelea Codreanu, cu Ana Maria Ropala, fiica unui ofițer de armată din România și a unei femei evreiece, convertită la creștinism. Ana Maria a fost medic.
Vasile Marin a participat la Războiul Civil din Spania în rândurile armatei franchiste, împreună cu Ion Moța și a căzut în luptele de la Majadahonda, aproape de Madrid, unde, pe 13 septembrie 1970, Spania franchistă le-a ridicat un monument comemorativ.
Marin și Moța au fost declarați eroi ai Mișcării Legionare, și au fost înmormântați la „Casa Verde” (sediul Mișcării Legionare).

## Galerie

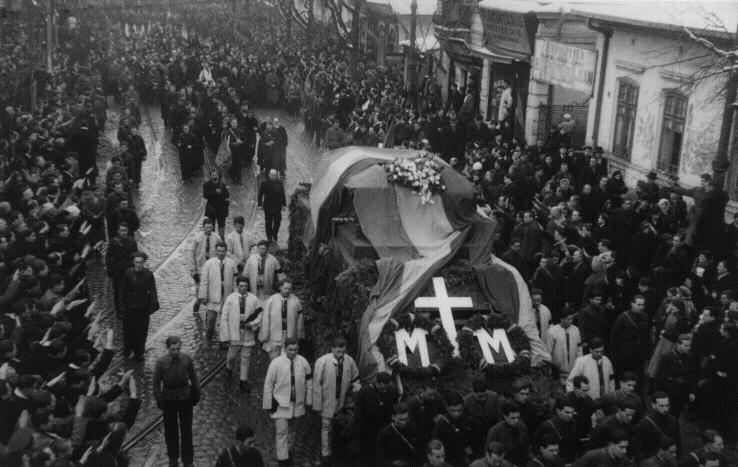
Marș funeral pentru Vasile Marin și Ion Moța, 1937
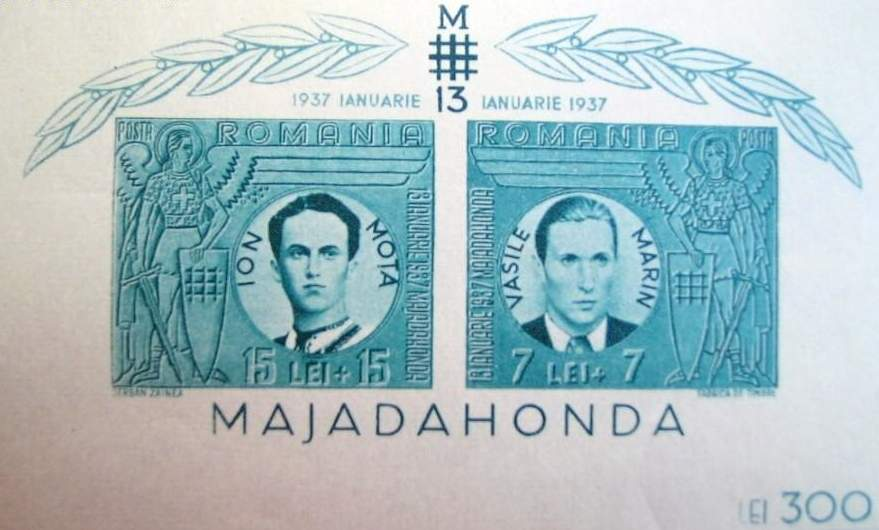
Vasile Marin, alături de Ion Moța, comemorat pe o marcă poștală din 1941
Monumentul de la Majadahonda, ridicat în anul 1970, în memoria lui Vasile Marin și Ion Moța